# U Hydrae
Désignations
U Hydrae (en abrégé U Hya) est une étoile carbonée et variable de cinquième magnitude de la constellation de l'Hydre. Elle est située vers la limite avec celle du Sextant. C'est une étoile variable semi-régulière du sous-type SRb, dont la magnitude visuelle varie entre 4,56 et 5,4 selon une période de 389,4 jours quoique marquée des irrégularités. D'après la mesure de sa parallaxe annuelle par le satellite Hipparcos, l'étoile est distante d'environ ∼ 680 a.l. (∼ 208 pc) de la terre. Elle se rapproche du Système solaire à une vitesse radiale de −26 km/s.
U Hydrae est une étoile carbonée, c'est-à-dire qu'il s'agit d'une géante rouge riche en carbone située sur la branche asymptotique des géantes, avec les éléments issus du processus s qui apparaissent dans son spectre. Elle a une classification spectrale de C-N5 et une classe d'étoile carbonée de C2 5-. L'étoile perd de la masse à un taux de 1,2 × 10−7 masse solaire par an, avec une vitesse de sortie des matériaux de 6,9 km/s. Du technétium a été détecté dans le spectre, ce qui suggère que l'étoile a connu un troisième épisode de dredge-up en raison d'une impulsion thermique de la coquille d'hélium en fusion au cours des 100 000 dernières années.
Un excès d'émission dans l'ultraviolet (UV) a été détecté, provenant d'un anneau elliptique étendu qui entoure U Hydrae. Il présente un rayon angulaire de 110 secondes d'arc et il s'aligne avec une coquille détachée de matériel poussiéreux qui avait été précédemment détectée dans la bande infrarouge. Ce matériel a très probablement été éjecté de l'étoile lors de précédents épisodes de perte de masse stellaire. La cause la plus probable de l'émission des UV est le mouvement de l'étoile dans l'espace, et possiblement, des molécules de H2 excitées par choc. L'émission ne montre cependant pas une structure arquée.